# Heulandit
Heulandit  je ime  podskupine tektosilikatnih mineralov iz zeoitske skupine. Do leta 1997 je veljal  za  samostojen mineral,  po ponovni klasifikaciji pa njegovo ime velja za skupino, v kateri so:
- heulandit-Ca - (Ca,Na,K)5(Si27Al9)O72·26H2O
- heulandit-Na - (Na,Ca,K)6(Si,Al)36O72·22H2O
- heulandit-K - (K,Ca,Na)5(Si27Al9)O72·26H2O
- heulandit-Sr - (Sr,Ca,Na)5(Si27Al9)O72·24H2O
- heulandit-Ba (opisan leta  2002) - (Ba,Ca,K)5(Si27Al9)O72·22H2O

Najpogostejši je heulandit-Ca, hidriran kalcijev alumosilikat s kemijsko furmulo  (Ca,Na)2-3Al3(Al,Si)2Si13O36•12H2O. Mineral običajno vsebuje tudi nekaj natrija in kalija, ki nadomeščata del kalcijevih ionov. V heulanditu-Sr je del kalcijevih ionov zamenjan s stroncijevimi. Ime minerala je odvisno od prevladujočega elementa. Razlik med njimi se očno ne da prepoznati. 

## Kristalografija in lastnosti
Kristali so monoklinski, listasti do ploščati, lahko tudi zrnati in masivni.  Pogosto tvorijo skorjo finih kristalov, na kateri so vidni samo vršički rombov, da  zgledajo kot klini. Razkolonost je popolna in vzporedna s simetrijsko ravnino.  Sijaj razkolne ravnine je  izrazito bisern,  drugih ravnin pa steklast. Mineral je običajno brezbarven. Zaradi vključkov celadonita je lahko oranžen, rjav, rumen, opečnato rdeč ali zelen, prozoren do prosojen. Izomorf heulandita je stroncijev in barijev zeolit brewsterit. Mohsova trdota minerala je 3-4, specifična teža pa 2,2. Podoben mineral je stilbit. Minerala je moč enostavo razločiti, ker je v heulanditu ostrokotna pozitivna simetrala optičnih osi  pravokotna na razkol.

## Odkritje in nahajališča
Heulandit je od stilbita prvi ločil August Breithaupt leta 1818 in ga imenoval euzeolit, kar pomeni čudovit zeolit. Leta 1822 je neodvisno od njega do enakega razultata prišel H.J. Brooke in ga po zbiralcu mineralov Johnu Henryju Heulandu (1778–1856)  imenoval heulandit.
Heulandit se pojavlja skupaj s stilbitom in drugimi zeoliti v amigdaloidnih votlinah v bazaltnih vulkanskih kamninah, včasih tudi v gnajsu in hidrotermalnih žilah.
Lepi primerki se najdejo v bazaltih Berufjörðurja na Islandiji, Ferskih otokih in gorovju Sahyadri pri Mumbaju, Indija. Opečnato rdeči kristali so iz doline Fassa v Trentinu, Italija. Različek, znan kot beaumontite, ima obliko majhnih rumenih kristalov, ki se najdejo v sienitskih skrilavcih v okolici Baltimora, Maryland, ZDA. 

## Galerija
- Druza heulandita iz  okrožja Jalgaon,  Maharashtra, Indija (velikost: 10,0 × 8,0 × 6,1 cm)
- Heulandit-celadonit
- Heulandit-Ca, Drio le Pale, Italija (velikost: 5 × 4,5 cm)
- Heulandit iz Lonavale, Indija (velikost: 3 - 5 cm)
- Heulandit–Ca iz kamnoloma Paterson,  New Jersey, ZDA (velikost: 13,1 x 9,5 x 4,7 cm)
- Heulandit
- Skupki ukrivljenih  bisernih kristalov heulandita na tanki matrici bazalta, Berufjördur, Suður-Múlasýsla, Islandija (velikost: do 2 cm)